# 장궈칭
장궈칭(장국청, 중국어 정체자: 張國淸, 병음: zhāng guóqīng, 1964년 ~ )은 중화인민공화국의 차기 정치인이다. 현재 중화인민공화국 국무원 부총리이다.

## 약력
중화인민공화국의 동북아 방면과 경제 분야의 전문가 중 하나로 충칭시 시장, 톈진시 시장, 랴오닝성 당서기 등을 역임하였다. 중국 방위산업체 중 한 곳의 최고 경영자를 역임한 바 있으며, 칭화대학교 경제관리학원에서 박사 과정생으로 학업하던 중에는 미국에 파견되어 하버드 대학교 경영대학원에서 경영 실무 정책을 연구한 바 있다.
2004년에는 칭화대학교 경제관리학원에서 경제학 박사 학위를 취득하였다. 제20기에서 중국공산당 중앙정치국 위원이다.
장궈칭은 1990년대 후반에, 중화인민공화국에서 한류 열풍이 일어나는 데 관심을 가졌던 주룽지 전 총리 계열의 주요 정치인 중 하나이다.
정치 경제 우호 관계 교류 강화차 2019년에는 대한민국 서울을 직접 방문하였다. 
현재 중화인민공화국 국무원 부총리이다.

## 학력
- 1981년~1985년: 창춘 이공대학교 전자공학과 (학사)
- 1985년~1987년: 난징 이공대학교 대학원 국제무역학과 (석사)
- 2001년~2004년: 베이징 칭화대학교 대학원 경제학과 (박사)

## 같이 보기
- 천다이쑨
- 주룽지
- 리다오쿠이

| 전임 황치판 | 충칭시 시장 2016년 12월 ~ 2018년 1월 | 후임 탕량즈 |

| 전임 왕둥펑 | 톈진시 시장 2018년 1월 ~ 2020년 9월 | 후임 랴오궈쉰 |

| 전임 천추파 | 랴오닝성 당위원회 서기 2020년 9월 ~ 2022년 11월 | 후임 하오펑 |